# Sint Olavspad
Het St. Olavspad (Zweeds: S:t Olavsleden) is een bedevaartspad dat loopt van Selånger (Zweden) aan de Oostzeekust naar Trondheim (Noorwegen) aan de Atlantische kust.
Het pad volgt het spoor van St. Olav, die na zijn ballingschap voet aan wal zette in Zweden om vanuit daar de troon van Noorwegen te heroveren. Hij sneuvelde in Stiklestad, dat op de route ligt, en werd begraven in Trondheim.

## Historie
In de zomer van 1030 stapte de Noorse Viking Olav Haraldsson aan land bij Selånger aan de Zweedse oostkust, na een aantal jaren in ballingschap te hebben geleefd in Rusland. Zijn doel: opnieuw koning worden van Noorwegen en eenheid scheppen in het land, onder meer door het te bekeren tot het christelijk geloof. Olav was tijdens zijn omzwervingen door Europa in contact gekomen met het christendom en was gedoopt in Normandië, Frankrijk.
Vanaf Selånger reisde Olav te voet en te paard naar het westen, richting Stiklestad, een plaats circa honderd kilometer ten noorden van de Noorse stad Trondheim. Olav en zijn gevolg reisden via Ljungans vallei, langs het meer van Revsund richting Frösön. Daarvandaan vervolgden ze hun weg door een meer bergachtige omgeving via Duved, langs de Skalstugeväg, over de grens met Noorwegen.
Op 29 juli 1030 vond de slag bij Stiklestad plaats, waarbij Olav werd gedood. Zijn lichaam werd in het geheim naar Nidaros vervoerd, het huidige Trondheim. Na zijn dood deden al snel wonderlijke verhalen over Olav en diens religieuze krachten de ronde. De zomer na zijn dood werd Olavs lichaam opnieuw begraven en werd de kathedraal van Nidaros in zijn eer gebouwd. De Viking Olav Haraldsson werd Heilige Olav.
In korte tijd groeide de Nidaros kathedraal uit tot een van ’s werelds belangrijkste pelgrimsoorden voor katholieken, te vergelijken met Jeruzalem, Rome en Santiago de Compostela. Jaarlijks wandelden duizenden pelgrims vanuit heel Europa naar Trondheim. In de zestiende eeuw kwam de Reformatie naar Scandinavië en werden pelgrimages verboden. De verschillende pelgrimsroutes die naar Trondheim leidden raakten in vergetelheid.
Na vijfhonderd jaar in de vergetelheid, werd het 564-kilometer lange St. Olavspad in 2013 opnieuw leven ingeblazen met een speciale heropeningsweek en kunnen wandelaars weer in de voetsporen van Olav Haraldsson volgen.

## Kustroute
Naast de gebruikelijke route, via Stjørdal, Folden en Vikhammer, is er ook een alternatieve route langs de kust, via Ekne, Frosta en Tautra. Het laatste traject, van Tautra naar Trondheim, dient afgelegd te worden per boot. In het zomerseizoen vertrekt er twee keer per week een boot richting stad vanaf Tautra.